# Sam McEntee
Sam McEntee, född 3 februari 1992, är en australisk långdistanslöpare.
McEntee tävlade för Australien vid olympiska sommarspelen 2016 i Rio de Janeiro, där han blev utslagen i försöksheatet på 5 000 meter.